# Scaphiella vito
Espèce
Scaphiella vito est une espèce d'araignées aranéomorphes de la famille des Oonopidae.

## Distribution
Cette espèce est endémique de la province de Puntarenas au Costa Rica,. Elle se rencontre à Las Cruces.

## Description
La femelle holotype mesure 1,33 mm.

## Étymologie
Cette espèce est nommée en référence au lieu de sa découverte, San Vito.

## Publication originale
- Platnick & Dupérré, 2010 : The goblin spider genus Scaphiella (Araneae, Oonopidae). Bulletin of the American Museum of Natural History, no 332, p. 1-156 (texte intégral).